# María Consuelo Reyna
Pour les articles homonymes, voir Reyna.
María Consuelo Reyna Doménech, née en 1944 à Valence, est une journaliste espagnole, sous-directrice du journal régional valencien Las Provincias entre 1978 et 1992, puis directrice en 1992-1999,,.
Son rôle et celui du quotidien sous sa nouvelle impulsion dans la diffusion de l'anticatalanisme et du blavérisme ont été amplement relevés et commentés par divers auteurs,,,,,,,,,,,,.

## Carrière
Récemment diplômée en journalisme, elle suit un cours de presse infantile du père Jesús M. Vázquez, secrétaire de la Commission d'information et de publicacions infantiles et juvéniles (Comisión de Información y Publicaciones Infantiles y Juveniles) du régime franquiste. Peu après, elle est placée à la tête de sa délégation à Valence, où elle applique une rigoureuse censure aux tebeos d'éditeurs comme Editorial Valenciana ou Editorial Maga, contribuant, selon Pedro Porcel Torrens, à leur dénaturation puis disparition.
En 1978, elle est nommée directrice du journal régional Las Provincias dont elle est actionnaire minoritaire, celui-ci appartenant à la famille Doménech dont les membres constituent le Conseil d'administration, et devient ainsi l'une des premières femmes à diriger un périodique en Espagne.
Dans un premier temps proche des secteurs culturels valencianistes catalanistes, elle appartient ainsi au jury des récompenses  premis Octubre, ensemble de prix littéraires instaurées en 1972 par les éditions Tres i Quatre décernés à des œuvres d'auteurs valenciens en langue catalane. Son positionnement idéologique évolue toutefois rapidement vers un anticatalanisme proche de la ligne politique de l'Union du centre démocratique du Pays valencien, qui en particulier sur la question de la langue défend un valencien n'ayant aucun lien avec le catalan. Le 20 décembre 1980, le gouverneur civil de Valence, José María Fernández del Río, lui décerne l'ordre du mérite civil. Sous sa direction, Las Provincias joue un rôle clef dans la dénommée Bataille de Valence, par laquelle la langue et la symbologie de la région se trouvent au centre des argumentations et disputes politiques lors des différentes campagnes électorales survenues jusqu'aux années 1990, particulièrement dans la zone de la capitale et de l'Horta,,,.
À la fin des années 1990, après une ostensible chute des ventes, elle est destituée le 14 septembre 1999 par le Conseil d'administration de Federico Doménech S.A., éditeur du journal.
En 1990, elle reçoit le prix Vinatea décerné par l'Académie de culture valencienne, la principale entité blavériste avec Lo Rat Penat.
Le 8 octobre 1999, elle reçoit la distinction de la Généralité valencienne du Mérite culturel. 
En 2000, elle dirige un nouveau périodique qui adopte le nom de Diario de Valencia, propriété de son ex-mari Jesús Sánchez Carrascosa, jusqu'à sa disparition en raison de problèmes économiques en juin 2007.